# Länsväg 280
Länsväg 280 är en 38 km lång länsväg i Norrtälje kommun i Stockholms län (Uppland). Den går mellan Söderhall vid E18 Unungehöjden där den ansluter till riksväg 76. Vägen ansluter också till riksväg 77 och länsväg 282, och den passerar genom Rö, Rimbo och Edsbro.